# Böblingen
Böblingen – miasto powiatowe w Niemczech, w kraju związkowym Badenia-Wirtembergia, w rejencji Stuttgart, w regionie Stuttgart, siedziba powiatu Böblingen. Leży ok. 15 km na południowy zachód od Stuttgartu, przy autostradzie A81 i drodze krajowej B464.
W mieście znajduje się stacja kolejowa Böblingen.

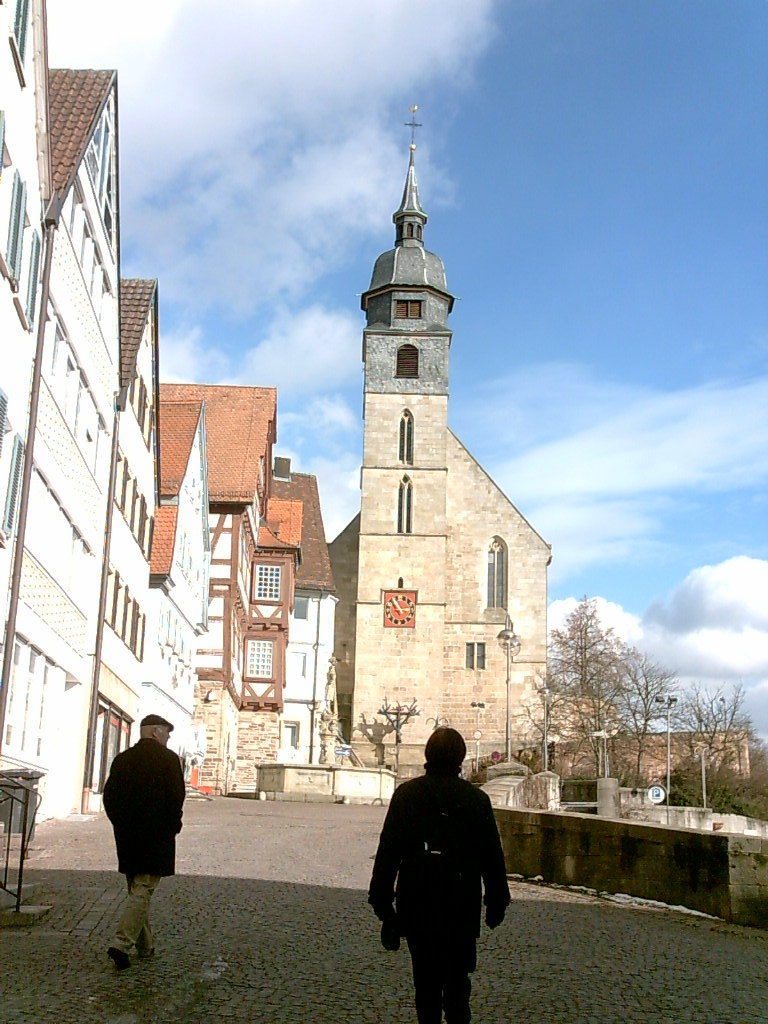
Rynek

## Współpraca
Miejscowości partnerskie:
- Alba, Włochy
- Bergama, Turcja
- Glenrothes, Szkocja
- Krems an der Donau, Austria
- Pontoise, Francja
- Sittard-Geleen, Holandia
- Sömmerda, Turyngia
- Lubin, Polska

## Populacja
| Rok             | Populacja |
| --------------- | --------- |
| 1598            | ca. 800   |
| 1654            | 628       |
| 1803            | 2125      |
| 1823            | 2549      |
| 1843            | 3504      |
| 1861            | 3287      |
| 1 grudnia 1871  | 3826      |
| 1 grudnia 1880  | 4365      |
| 1 grudnia 1890  | 4659      |
| 1 grudnia 1900  | 5303      |
| 1 grudnia 1910  | 6019      |
| 16 czerwca 1925 | 7227      |
| 16 czerwca 1933 | 7998      |

| Rok              | Populacja |
| ---------------- | --------- |
| 17 maja 1939     | 12 560    |
| 1946             | 10 809    |
| 13 września 1950 | 12 601    |
| 6 czerwca 1961   | 25 366    |
| 27 maja 1970     | 35 925    |
| 31 grudnia 1975  | 40 547    |
| 31 grudnia 1980  | 41 505    |
| 27 maja 1987     | 42 589    |
| 31 grudnia 1990  | 44 903    |
| 31 grudnia 1995  | 46 516    |
| 31 grudnia 2000  | 45 637    |
| 30 września 2004 | 46 064    |
| 31 grudnia 2013  | 46 714    |

## Wyznania
Ludność Böblingen początkowo należała do diecezji Konstancji i była podległa archidiakonatowi "ante nemus".

### Kościół ewangelicki
Ponieważ miasto już wcześnie należało do Wirtembergii, reformacja została wprowadzona tutaj przez księcia Ulryka w 1535 roku, dlatego Böblingen przez wieki było głównie miastem protestanckim. W tamtym czasie miasto stało się siedzibą dekanatu (patrz Okręg Kościelny Böblingen), którego kościołem dekanalnym jest kościół miejski. Parafia ewangelicka w Böblingen znacznie wzrosła po II wojnie światowej z powodu napływu ludności i dlatego została podzielona. Powstały parafie: Martin-Luther-Gemeinde (kościół z 1960 roku) oraz Paul-Gerhardt-Gemeinde (kościół z 1962 roku), a także w 1990 roku na osiedlu Diezenhalde powstało ekumeniczne centrum parafialne z ewangelickim kościołem Chrystusa oraz parafią katolicką „Ojcze nasz“. Cztery parafie ewangelickie (miasta, Martin-Luther-, Paul-Gerhardt- i Christuskirche) tworzą razem Ogólną Parafię Ewangelicką Böblingen. Również w dzielnicy Dagersheim, z powodu wczesnego przyłączenia do Wirtembergii, wprowadzono reformację. Miejscowa parafia ewangelicka odprawia nabożeństwa w kościele św. Agaty, zbudowanym w XV wieku, który od 1476 roku należał do Uniwersytetu w Tybindze. Wszystkie parafie w Böblingen należą do Okręgu Kościelnego Böblingen w ramach Ewangelickiego Kościoła Krajowego Wirtembergii.

### Kościół katolicki
Katolicyzm w Böblingen pojawił się ponownie dopiero pod koniec XIX wieku. Dla nich w latach 1895-1899 wybudowano własny kościół pod wezwaniem św. Bonifacego. W 1910 roku Böblingen stało się samodzielną parafią. Drugi kościół katolicki (św. Klemensa) został wybudowany w 1959 roku i w 1961 roku został podniesiony do rangi parafii. Kościół św. Marii został zbudowany w 1963 roku i w 1965 roku został podniesiony do rangi parafii. W 1990 roku powstała również parafia "Ojcze nasz" w Diezenhalde jako Ekumeniczne Centrum Parafialne z Kościołem Ewangelickim. Wszystkie te parafie tworzą wspólną jednostkę duszpasterską nr 2. W dzielnicy Dagersheim w 1958 roku wybudowano kościół Chrystusa Króla, który w 1961 roku został podniesiony do rangi parafii. Ta wspólnota tworzy jednostkę duszpasterską nr 9 razem z parafiami z Sindelfingen: „Zmartwychwstanie Chrystusa“, „Maryja Królowa Pokoju“ i „Najświętsza Trójca“. Obie jednostki duszpasterskie należą do dekanatu Böblingen diecezji Rottenburg-Stuttgart.

### Inne
Oprócz dwóch głównych kościołów, w Böblingen istnieją także wolne kościoły i wspólnoty, w tym Süddeutsche Gemeinschaft (Wspólnota Południowoniemiecka), Kościół Ewangeliczno-Metodystyczny, Ewangeliczna Wspólnota Chrześcijańska (Baptyści), Wolna Wspólnota Ewangeliczna, Kościół Adwentystów Dnia Siódmego oraz Volksmission entschiedener Christen e.V. Obecne są także Kościół Nowoapostolski oraz Świadkowie Jehowy.